# Nordafrika
Nordafrika eller Nordlige Afrika er den nordligste subregion på det afrikanske kontinent, og separeres fra Subsaharisk Afrika ved Sahara-ørkenen.

## Lande og territorier
| Lande og territorier                                                                  | Areal (km²) | Befolkningstal | Befolkningstæthed (per km²) | Hovedstad                          | BNP (Total)                                 | BNP pr. indbygger                | Valuta             | Regeringsform                    | Officielle sprog                         |
| ------------------------------------------------------------------------------------- | ----------- | -------------- | --------------------------- | ---------------------------------- | ------------------------------------------- | -------------------------------- | ------------------ | -------------------------------- | ---------------------------------------- |
| Algeriet                                                                              | 2.381.741   | 37.100.000     | 14.5                        | Algier                             | $254.7 milliarder (est. 2010)               | $7.400 (est. 2010)               | Algeriske dinarer  | Præsidentiel republik            | Arabisk (officielt), berbisk (nationalt) |
| Egypten                                                                               | 1.001.450   | 80.471.869     | 80.4                        | Kairo                              | $500.9 milliarder (2010)                    | $6.200 (2010)                    | Egyptiske pund     | Semipræsidentiel republik        | Arabisk                                  |
| Libyen                                                                                | 1.759.540   | 6.461.455      | 3.7                         | Tripoli                            | $89.03 billion (2010)                       | $13.800 (2010)                   | Libyske dinarer    | Midlertidig autoritet            | Arabisk                                  |
| Marokko                                                                               | 446.550     | 32.226.056     | 70.8                        | Rabat                              | $153.8 milliarder (2010)                    | $4,900 (2010)                    | Marokkanske dirham | Konstitutionelt monarki          | Arabisk og berbisk (begge officielle)    |
| Sudan                                                                                 | 1.886.068   | 30.894.000     | 16.4                        | Khartoum                           | $98.79 milliarder (2010) indtil splittelsen | $2.200 (2010) indtil splittelsen | Sudanesiske pund   | Forbundsrepublik (Autoritært)    | Arabisk og engelsk (begge officielle)    |
| Tunesien                                                                              | 163.610     | 10.589.025     | 64.7                        | Tunis                              | $100.3 milliarder (2010)                    | $9.500 (2010)                    | Tunesiske dinarer  | Unitær semipræsidentiel republik | Arabisk                                  |
| Vestsahara*                                                                           | 266.000     | 320.000        | 1.2                         | El Aaiún (kontrolleret af Marokko) | $900 millioner (2007)                       | $2,500 (2007)                    | Marokkanske dirham | Konstitutionelt monarki          | Arabisk (officielt), spansk (anerkendt)  |
| Nordafrika i alt                                                                      | 7.904.959   | 195.637.341    | 24.7                        |                                    | $1.2 billioner                              | $5.700                           |                    |                                  |                                          |
| Kilde: - The World Factbook, USA Central Intelligence Agency (CIA), 11. februar 2011. |             |                |                             |                                    |                                             |                                  |                    |                                  |                                          |

* Det omstridte område Vestsahara bliver administreret af Marokko; befrielsesbevægelsen Polisario påberåber sig også området.
Det spanske Plazas de soberanía er på sydkysten af Middelhavet, omgivet af Marokko på land.
De spanske Kanariske Øer og portugisiske Madeira som ligger i Nordatlanten er nordvest for det afrikanske fastland, og bliver nogen gange inkluderet i denne region.[kilde mangler]
Geografisk set bliver Mauretanien og mere sjældent Azorerne nogen gange inkluderet.
Maghreb inkluderer Vestsahara (gjort krav på af Marokko), Marokko, Algeriet, Tunesien og Libyen. Nordafrika inkluderes meget ofte i almindelige definitioner af Mellemøsten, siden begge regioner udgør den arabiske verden. I tillæg er Sinai-halvøen i Egypten en del af Asien, noget som gør Egypten til et transkontinentalt land.

## Landskab
Atlasbjergene, som strækker sig over store dele af Marokko, nordlige Algeriet og Tunesien, er en del af bjergkæden som strækker sig gennem meget af Sydeuropa. De falder tilbage mod syd og øst, og bliver dermed et steppelandskab før det møder Sahara-ørkenen som dækker mere end 90% af regionen. Sedimenterne fra Sahara ligger over et ældgammelt område med krystalsten, hvoraf nogle er mere end fire milliarder år gamle.